# Jun Suzuki (1987)
Jun Suzuki (鈴木 淳 Suzuki Jun?, nacido el 12 de septiembre de 1987 en Sagamihara, Kanagawa) es un exfutbolista japonés que se desempeñaba como delantero.

## Trayectoria

### Clubes
| Club                | País  | Año         |
| ------------------- | ----- | ----------- |
| Tokyo 23 FC         | Japón | 2012        |
| SC Sagamihara       | Japón | 2012 - 2014 |
| Azul Claro Numazu   | Japón | 2015 - 2018 |
| Tokyo 23 FC         | Japón | 2018 - 2019 |
| Tegevajaro Miyazaki | Japón | 2019 - 2020 |

## Estadística de carrera

### J. League
| Club              | Año   | J. League | J. League | Copa J. League | Copa J. League | Total | Total |
| Club              | Año   | Part.     | Goles     | Part.          | Goles          | Part. | Goles |
| ----------------- | ----- | --------- | --------- | -------------- | -------------- | ----- | ----- |
| SC Sagamihara     | 2014  | 14        | 2         | -              | -              | 14    | 2     |
| Azul Claro Numazu | 2017  | 0         | 0         | -              | -              | 0     | 0     |
| Total             | Total | 14        | 2         | 0              | 0              | 14    | 2     |